# Acacia blakelyi
Acacia blakelyi — вид квіткових рослин з родини бобових. Ареал: Австралія (Західна Австралія).

## Екологія
Росте на піщаних рівнинах і пологих підвищеннях, де він росте на піщаних латеритних ґрунтах. Зазвичай є частиною підліску в лісах або високих чагарникових угрупованнях.

## Морфологічний опис
Густий голий кущ або дерево зазвичай досягає висоти від 1 до 3 метрів. Гілочки вигнуті з прилистками. Зелені філодії горизонтально сплюснуті з лінійною або дуже вузькоеліптичною формою, у довжину від 7 до 15 сантиметрів, а ширина – від 2 до 15 міліметрів, і він дуже гострий. Цвіте з липня по вересень і дає жовті квітки. Суцвіття складаються з трьох-чотирьох кулястих головок діаметром 7–8 мм, кожна з яких складається з 20–30 золотистих квіток. Після цвітіння формуються плоди від прямих до неглибоко вигнутих приблизно до 16 см у довжину та від 4 до 5 мм ушир. Еліптичне або вузькоеліптичне блискуче чорне насіння всередині має довжину від 5.5 до 7 мм.